# سكان (فريدون شهر)
سكان (بالفارسية: سکان) هي قرية تقع في قسم بيشكوة موغوئي الريفي في إيران. يقدر عدد سكانها بـ 172 نسمة بحسب إحصاء 2016.